# Герлах Геммеріх
Герлах Георг Еміль Геммеріх (нім. Gerlach George Emil Hemmerich; 4 лютого 1879, Ганкенсбюттель — 31 грудня 1969, Берлін) — німецький штабний офіцер, генерал-лейтенант вермахту. Кавалер Лицарського хреста Хреста Воєнних заслуг з мечами.

## Біографія
Другий син судді Ернста Геммеріха (1836–1899) і його дружини Гелени, уродженої баронеси фон Кнезебек. В 18885/97 роках навчався в королівській цімназії Целле. Спочатку хотів бути юристом, проте 26 лютого 1897 року вступив в 2-гу роту піхотного полку «фон Фойгтс-Рец» (3-го Ганноверського) №79. З 1 жовтня 1902 року — ад'ютант, однчасно з 2 серпня 1904 року — судовий офіцер 3-го батальйону свого полку. З 1 жовтня 1905 року — ад'ютант і судовий офіцер в районному командуванні ландверу в Геттінгені, одночасно з 1 жовтня 1908 по 21 липня 1911 року був відряджений у Військову академію, з 22 липня по 20 вересня 1911 року — в 1-й залізничний полк. 1 квітня 1912 року направлений в тригонометричний відділ Великого Генштабу, де відповідав за підготовку офіцерів для проведення геодезичних робіт в Німецькій Південно-Західній Африці. 22 березня 1914 року зарахований у Великий Генштаб, зберігши попередню посаду.

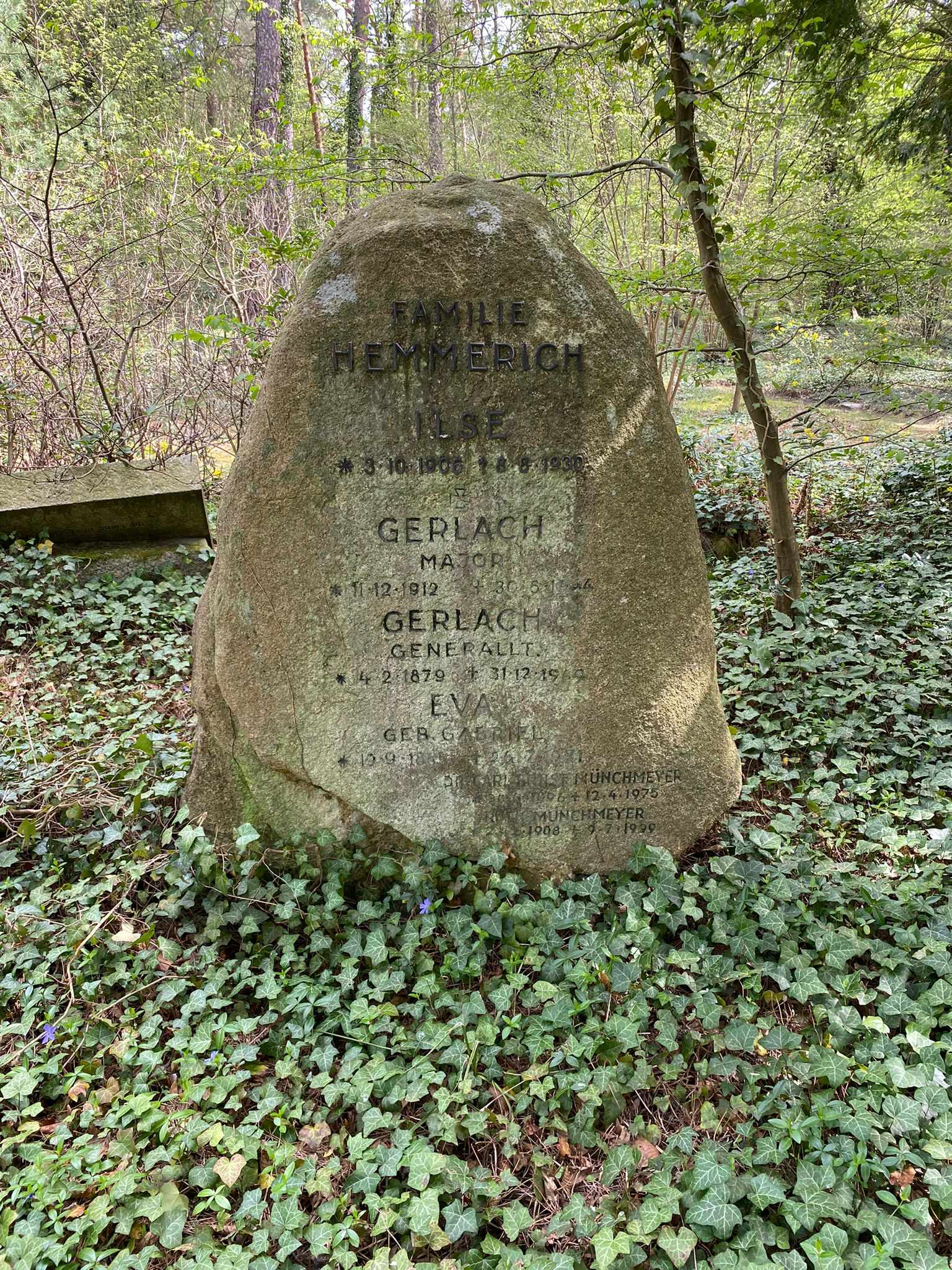
Могила Геммеріха.

2 серпня 1914 року направлений в Генштаб 5-го резервного корпусу. З 23 березня 1915 року — 1-й офіцер (начальник оперативного відділу) Генштабу 119-ї піхотної дивізії, з 3 жовтня 1917 року — 59-го головнокомандування особливого призначення, з 1 квітня 1918 року — 1-го резервного корпусу. 19 січня 1919 року переданий в розпорядження головнокомандування 3-го армійського корпусу. 25 лютого 1919 року направлений в Генштаб 21-го армійського корпусу, 1 жовтня 1919 року — в Імперське військове міністерство, де служив консультантом з питань геодезії і картографії. 25 серпня 1920 року звільнений у відставку і вступив на цивільну службу в Імперське з'єднання банківського управління. В 1923 році очолив кадровий відділ дисконтної компанії. Після злиття компанії з Німецьким банком в 1929 році очолив кадровий відділ та головний філіал в Берліні. В 1936 році рада банку змусила Геммеріха вийти у відставку через його вперте небажання вступити в НСДАП.
1 жовтня 1936 року прийняв пропозицію свого давнього друга Людвіга Бека повернутися в армію за умови, що його прийміть на дійсну службу офіцером Генштабу, і очолив відділ геодезії і картографії нещодавно створеного Генштабу вермахту (з 1 листопада 1941 року — відділ військової картографії і топографії ОКГ). Під його керівництвом до кінця Другої світової війни була створена ефективна спеціалізована служба армійської топографії і військової географії.  З поновленням реструктуризації військової карти та системи топографічної зйомки з березня 1945 року посада Геммеріха стала непотрібною, тому 5 квітня 1945 року він був відправлений в командний резерв і більше не отримав призначень.
15 вересня 1945 року арештований і допитаний американською окупаційною владою. Успішно пройшов денацифікацію.4 липня 1947 року звільнений. Мешкав разом з дружиною в Берліні. 23 грудня 1969 року був госпіталізований у важкому стані з флегмоною правої руки і через 8 днів помер.

## Сім'я
У вересні 1904 року одружився з Євою Габріель (1885–1971). В пари народились 3 дітей — Ільза (1906–1930), Рут (1908–1999) і Герлах (1912–1944).

## Звання
- Унтерофіцер (18 серпня 1897)
- Фенріх портупеї (18 жовтня 1897)
- Другий лейтенант (18 серпня 1898)
- Оберлейтенант (27 січня 1909)
- Гауптман (1 жовтня 1913)
- Майор Генштабу (22 березня 1918)
- Оберстлейтенант Генштабу (1 жовтня 1936)
- Оберст (1 серпня 1937)
- Генерал-майор (1 грудня 1939)
- Генерал-лейтенант (1 грудня 1941)

## Нагороди
- Столітня медаль (1897)
- Орден Корони (Пруссія) 4-го класу (10 вересня 1913)
- Залізний хрест
  - 2-го класу (12 вересня 1914)
  - 1-го класу (12 травня 1915)
- Хрест «За військові заслуги» (Австро-Угорщина) 3-го класу з військовою відзнакою (20 червня 1915)
- Орден «За військові заслуги» (Баварія) 4-го класу щ мечами (24 липня 1915)
- Королівський орден дому Гогенцоллернів, лицарський хрест з мечами (31 березня 1917)
- Орден Залізної Корони 3-го класу з військовою відзнакою (Австро-Угорщина; 11 травня 1917)
- Галліполійська зірка (Османська імперія; 9 липня 1917)
- Ганзейський хрест
  - Гамбург (22 травня 1918)
  - Любек (28 серпня 1918)
- Хрест «За вислугу років» (Пруссія) (25 років; 27 березня 1920)
- Пам'ятна військова медаль (Угорщина) з мечами (31 січня 1931)
- Пам'ятна військова медаль (Австрія)
- Почесний хрест військової асоціації 2-го класу (9 березня 1931)
- Військова медаль 1914/18 (6 жовтня 1933)
- Почесний хрест ветерана війни з мечами (31 травня 1935)
- Почесний знак союзу Киффгойзера 1-го класу (24 вересня 1936)
- Медаль «За вислугу років у Вермахті»
  - 4-го, 3-го і 2-го класу (18 років; 2 жовтня 1936) — отримав 3 нагороди одночасно.
  - 1-го класу (25 років; 3 квітня 1938)
- Медаль «У пам'ять 13 березня 1938 року» (8 листопада 1938)
- Медаль «У пам'ять 1 жовтня 1938 року» із застібкою «Празький град» (16 жовтня 1939)
- Застібка до Залізного хреста 2-го класу (31 травня 1940)
- Хрест Воєнних заслуг
  - 2-го класу з мечами
  - 1-го класу з мечами (1 вересня 1941)
  - лицарський хрест з мечами (1 лютого 1945)
- Орден «Святий Олександр», великий офіцерський хрест з мечами (Третє болгарське царство; 22 вересня 1941)
- Орден військових заслуг (Іспанія), великий хрест білого дивізіону (11 липня 1942)
- Орден Зірки Румунії, великий офіцерський  хрест з мечами (16 липня 1942)
- Орден Римського орла, великий офіцерський хрест з мечами (Королівство Італія; 17 листопада 1942)
- Орден Корони короля Звоніміра 1-го класу із зіркою (Незалежна Держава Хорватія; 10 травня 1943)
- Орден Лева Фінляндії, великий хрест (7 березня 1944)

## Бібілографія
- Gedanken zum militärischen Kartenwesen in Militärwissenschaftliche Rundschau, Heft Nr. 5, Jahrgang 1937
- Die Kartenrüstung der Feindstaaten für den jetzigen Krieg in Militärwissenschaftliche Rundschau, Heft Nr. 1, Jahrgang 1942
- Vier Jahre Kriegs-Karten- und Vermessungswesen (Rückblick und Ausschau) in Mitteilungen des Chefs des Kriegs-Karten- und Vermessungswesens, Heft Nr. 8, Jahrgang 1943